# Ona by tak chciała
Ona by tak chciała – utwór polskiego piosenkarza i rapera – Ronniego Ferrari wydany 21 lipca 2019. Tekst napisali Ronnie Ferrari i Jordan.
Nagranie uzyskało certyfikat dwukrotnie diamentowej płyty.

## Twórcy
- Ronnie Ferrari – słowa
- Ronnie Ferrari – muzyka
- Jordan, Ronnie Ferrari – tekst